# Constitució de Corea del Sud
La Constitució de la República de Corea (en hangul: 대한민국 헌법; en hanja: 大韓民國憲法; RRC: Daehanminguk heonbeob; McCune-Reischauer, Taehanmin'guk hŏnbŏp; Yale, Tayhanminkwuk henpep), és el text constitucional bàsic de Corea del Sud, la primera edició de la qual va ser promulgada i signada el 17 de juliol de 1948.
Ha estat esmenada per complet en deu ocasions i revisada altres sis, l'última edició data de 1987, que va ser aprovada el 29 d'octubre d'aquest mateix any i va entrar en vigència el 26 de febrer de 1988, donant inici al període denominat en la història sud-coreana, com la «Sisena República de Corea», que comprèn des d'aquesta data fins a l'actualitat.